# Randy West
Randy West   (Nova York, 12 d'octubre de 1947 - Las Vegas, 20 de setembre de 2024) va ser un actor pornogràfic estatunidenc retirat.

## Biografia
West va créixer a Nova York i es va traslladar al sud de la Florida a finals de la dècada de 1960. Originalment aspirava a jugar a beisbol professional i va assistir a la Universitat de Miami amb una beca de beisbol. Després va canviar de direcció i va decidir seguir carrera en la música, actuant en diverses bandes de rock sense èxit durant la següent dècada. West també va treballar com a model d'art nu durant aquest període. Després es va traslladar a Califòrnia el 1979 i es va convertir en un ballarí stripper de Chippendales, per a esdeveniments privats entre 1980 i 1992.
La carrera pornogràfica de West va començar l'any 1978 amb una aparició a la pel·lícula Mystique mentre encara vivia a Florida. L'agost de 1980 va cridar l'atenció quan es va convertir en el primer model a aparèixer al full central de la revista Playgirl amb una erecció. Més tard en la seva carrera va ser elegida com el doble corporal de Robert Redford a la pel·lícula de Paramount Pictures del 1993 Una proposició indecent. Ha actuat amb nombroses actrius porno al principi de les seves carreres, incloses Seka, Jenna Jameson i Tera Patrick. De fet, West s'ha reconegut per haver portat les futures superestrelles Jameson i Patrick al negoci del cinema per adults. A més, va ser el primer intèrpret masculí que va treballar amb les futures estrelles Victoria Paris i Ashlyn Gere.
West era un petit traficant de drogues a la dècada de 1980, subministrant cànnabis d'alta qualitat als seus companys intèrprets: «Randy és un bon noi... Jo solia comprar-li marihuana. Anàvem a jugar a bitlles», va dir l'antic actor porno Tom Byron. Byron ha dit que la marihuana de West era «la meva Viagra en aquells dies».
Els observadors s'han referit a l'actuació sexual de West a la pantalla com un ésser com el d'un «martinet humà"» Ha aparegut com a intèrpret en més de 1.300 pel·lícules pornogràfiques, al costat d'unes 2.500 coprotagonistes femenines. West va aparèixer a la pel·lícula documental de 2012 After Porn Ends, en què es parla de la seva vida des que es va retirar com a intèrpret porno.

## Productor
West es va involucrar en la producció més lucrativa de la indústria del porno l'any 1993, com a productor de pel·lícules per adults com la sèrie Up and Cummers que mostrava nous intèrprets. Amb aquesta i altres sèries com I Love Lesbians, Real Female Masturbation i altres, els vídeos de West es van centrar en "La gent real fent sexe real: quina idea més nova!" En un vídeo final va afirmar que un dels seus majors plaers era veure com les seves parelles femenines tenien orgasmes. Els episodis tenien un format força estàndard: una breu entrevista amb la intèrpret femenina per establir alguns fets de fons. Tant si es tractava d'una mica de ficció com si no, el xat establia la jove com a individu. Després venien una successió d'actes sexuals, cadascuna amb l'intèrpret femenina participant àvidament, incloent en gairebé tots els casos, el seu orgasme. Randy va filmar les primeres escenes de Jenna Jameson per a Up and Cummers 10 i 11. Totes les produccions de West estan distribuïdes per Evil Angel. És el CEO de Randy West Productions.

## Vida personal
El pare i l'avi de West van morir d'atacs cardíacs. Així doncs, quan ell va patir un atac de cor el 2 de juny de 2009, mentre treballava al gimnàs, va ser operat d'urgència per a corregir una oclusió a la branca interventricular anterior de la seva artèria coronària esquerra, comunament coneguda com a widowmaker. Va rebre un bon pronòstic de recuperació.
West mai no es va casar ni va tenir fills, fet que atribuïa a la seva carrera per dificultar-li la creació de «relacions normals». El 2011, West vivia a Las Vegas. Es va retirar de la indústria perquè ja no volia viure al sud de Califòrnia, la base del sector del cinema per adults als Estats Units. A partir del 2013, va passar el temps competint en tornejos de golf de celebritats amb finalitats benèfiques.